# Celebrity MasterChef Italia
Celebrity MasterChef Italia è stata la versione italiana del talent show culinario Celebrity MasterChef, andata in onda dal 16 marzo 2017 al 5 aprile 2018 quando fu sostituita da MasterChef All Stars Italia.
Come in MasterChef Italia, anche in questa versione tra i giudici ci sono i cuochi Bruno Barbieri e Antonino Cannavacciuolo ed il ristoratore Joe Bastianich e le puntate sono commentate, come nella versione principale, dalle voci fuori campo di Simone D'Andrea e Stefania Nali.
In questo spin-off di MasterChef Italia partecipano vip e personaggi noti dello spettacolo. Il vincitore vince 100.000 euro da devolvere interamente in beneficenza.

## Prove
- Mystery box: i concorrenti devono realizzare in 45' un piatto usando tutti o alcuni dei dieci ingredienti rivelati all'apertura delle scatole. I tre giudici assaggiano i tre piatti più interessanti, e l'aspirante cuoco vincitore della prova avrà un vantaggio in quella successiva. Una variante consiste nell'usare obbligatoriamente l'unico ingrediente presente nella scatola.
- Invention test: i tre giudici assegnano un tema a cui gli aspiranti cuochi dovranno ispirarsi e il vincitore della Mystery box potrà scegliere l'ingrediente obbligatorio tra i tre proposti e avrà un certo tempo a disposizione per scegliersi gli ingredienti in dispensa, mentre gli altri concorrenti ne avranno solo la metà. Nella seconda edizione, per la prima volta il vincitore ha accettato l'immunità offerta dai giudici. La durata di questa prova è variabile, e qui i tre giudici, dopo aver assaggiato i piatti (tutti mostrati), nomineranno sia il vincitore della prova (che avrà la possibilità di scegliere la propria squadra nella sfida in esterna, oltre ad avere altri vantaggi) sia i tre cuochi col risultato peggiore, e tra questi ultimi c'è l'eliminato (o colui che dovrà sottoporsi al duello);
- Sfida esterna: in questa prova gli aspiranti si dividono in due squadre (o si sfidano tra loro) e devono preparare dei piatti da servire in una particolare situazione. Il vincitore dell'Invention test può scegliersi i componenti di una squadra e, se previsto, i piatti da preparare, o avere un particolare vantaggio. Uno o più convenuti giudicheranno la squadra migliore, mentre la peggiore dovrà sottoporsi al Pressure test. Nella prima edizione sono previste due prove in esterna.
- Pressure test: questa prova (o insieme di prove) a cui si sottopongono i concorrenti della squadra che ha perso la sfida in esterna è variabile: la più frequente è cucinare un piatto in poco tempo, e qui il peggiore è eliminato, oppure devono indovinare il maggior numero di ingredienti tra quelli disponibili (all'assaggio o alla vista) o il loro peso, e in questo caso chi ne indovina di meno è eliminato, o anche dimostrare alcune abilità culinarie. Può capitare nelle ultime puntate che il peggiore vada al duello.

## Riassunto edizioni
| Edizione | Emittenti | Emittenti | Periodo       | Periodo       | Puntate | Episodi | Concorrenti | Giudici        | Giudici        | Giudici                 | Vincitore      |
| Edizione | Pay       | Free      | Inizio        | Fine          | Puntate | Episodi | Concorrenti | Giudici        | Giudici        | Giudici                 | Vincitore      |
| -------- | --------- | --------- | ------------- | ------------- | ------- | ------- | ----------- | -------------- | -------------- | ----------------------- | -------------- |
| 1ª       | Sky Uno   | TV8       | 16 marzo 2017 | 6 aprile 2017 | 4       | 8       | 12          | Bruno Barbieri | Joe Bastianich | Antonino Cannavacciuolo | Roberta Capua  |
| 2ª       | Sky Uno   | TV8       | 15 marzo 2018 | 5 aprile 2018 | 4       | 8       | 12          | Bruno Barbieri | Joe Bastianich | Antonino Cannavacciuolo | Anna Tatangelo |

### Prima edizione (2017)
La prima edizione della versione italiana del programma televisivo Celebrity MasterChef Italia è andata in onda dal 16 marzo al 6 aprile 2017 su Sky Uno. È stata vinta da Roberta Capua.

### Seconda edizione (2018)
La seconda edizione viene annunciata durante la presentazione dei palinsesti Sky del 2018 a Milano ed è andata in onda dal 15 marzo al 5 aprile 2018 su Sky Uno. È stata vinta da Anna Tatangelo.